# لوکاس بوسیو
لوکاس بوسیو (انگلیسی: Lucas Bossio؛ زادهٔ ۶ مارس ۱۹۹۰) بازیکن فوتبال اهل آرژانتین است.
از باشگاه‌هایی که در آن بازی کرده‌است می‌توان به باشگاه فوتبال آرسنال ساراندی اشاره کرد.